# Gran Premio de las Naciones de Motociclismo de 1950
El Gran Premio de las Naciones de Motociclismo de 1950 (oficialmente Gran Premio Delle Nazioni) fue la sexta y última prueba del Campeonato del Mundo de Motociclismo de 1950. Tuvo lugar en el fin de semana del 10 de septiembre de 1950 en el Autodromo Nacional de Monza situado en el parque de la villa real de Monza en las cercanías de Monza (Italia).
Geoff Duke ganó la carrera de 500cc en Monza, pero el segundo lugar fue suficiente para que Umberto Masetti ganara el título mundial. Arciso Artesiani logró su primer podio con la MV Agusta 500 4C.
La carrera de 350 cc en Monza fue ganada por Geoff Duke, que ya tenía el subcampeonato en el bolsillo. Les Graham terminó segundo en la carrera y finalmente pasó a Artie Bell en la clasificación al frente del campeonato mundial. Bell solo había anotado puntos en la TT de Man y luego resultó gravemente herido en la  GP de Bélgica.
Dario Ambrosini ganó la tercera carrera de 250 cc de la temporada con su Benelli 250 Bialbero y así aseguró su título mundial. Eso fue un fracaso para Moto Guzzi, que había equipado a bastantes pilotos con la nueva Moto Guzzi Gambalunghino, pero no comenzaron en todas partes. Ambrosini también había sido el único italiano que había viajado a la TT de Man.
Gianni Leoni ganó la carrera de 125 cc, pero solo tenía una oportunidad remota para conseguir el título mundial. El título fue para uno de los tres pilotos de  Mondial, ya que fueron los únicos en ir al Gran Premio del Úlster. Bruno Ruffo tuvo suficiente con un cuarto lugar para convertirse en campeón del mundo. La victoria de Leoni fue en una lucha con Carlo Ubbiali, a quien venció por tan solo 8 décimas de segundo.

## Resultados

### Resultados 500cc
| Pos.    | Piloto               | Constructor | Tiempo     | Puntos |
| ------- | -------------------- | ----------- | ---------- | ------ |
| 1       | Geoff Duke           | Norton      | 1:11:06.3  | 8      |
| 2       | Umberto Masetti      | Gilera      | +50.7      | 6      |
| 3       | Arciso Artesiani     | MV Agusta   | +1:36.7    | 4      |
| 4       | Alfredo Milani       | Gilera      | +1:36.9    | 3      |
| 5       | Carlo Bandirola      | Gilera      | +1:59.8    | 2      |
| 6       | Dickie Dale          | Norton      | +2:00.1    | 1      |
| 7       | Les Graham           | AJS         | +2:04.7    |        |
| 8       | Johnny Lockett       | Norton      | +2:21.9    |        |
| 9       | Giuseppe Colnago     | Gilera      | +1 Vuelta  |        |
| 10      | Harold Daniell       | Norton      | +1 Vuelta  |        |
| 11      | Edward Frend         | AJS         | +1 Vuelta  |        |
| 12      | Guido Leoni          | MV Agusta   | +2 Vueltas |        |
| 13      | Armando Miele        | Gilera      | +2 Vueltas |        |
| 14      | Dante Bianchi        | Moto Guzzi  | +2 Vueltas |        |
| 15      | Bob Foster           | AJS         | +2 Vueltas |        |
| 16      | Georges Monneret     | Norton      | +3 Vueltas |        |
| 17      | Auguste Goffin       | Norton      | +3 Vueltas |        |
| 18      | Benoît Musy          | Moto Guzzi  | +3 Vueltas |        |
| 19      | Adelmo Mandolini     | Moto Guzzi  | +3 Vueltas |        |
| 20      | Lodovico Facchinelli | Gilera      | +4 Vueltas |        |
| 21      | Dario Basso          | Gilera      | +4 Vueltas |        |
| 22      | Libero Liberati      | Moto Guzzi  | +4 Vueltas |        |
| Ret     | Georges Cordey       | Velocette   | Ret        |        |
| Ret     | Fergus Anderson      | Moto Guzzi  | Ret        |        |
| Ret     | Maurice Cann         | Moto Guzzi  | Ret        |        |
| Ret     | Reg Armstrong        | AJS         | Ret        |        |
| Ret     | Felice Benasedo      | Moto Guzzi  | Ret        |        |
| Ret     | Nello Pagani         | Gilera      | Ret        |        |
| Ret     | Bruno Bertacchini    | Moto Guzzi  | Ret        |        |
| Ret     | Aldo Brini           | Gilera      | Ret        |        |
| Ret     | Maurice Cann         | Moto Guzzi  | Ret        |        |
| Ret     | Luigi Ciai           | Moto Guzzi  | Ret        |        |
| Ret     | Sante Geminiani      | Moto Guzzi  | Ret        |        |
| Ret     | Vaino Hollming       | Velocette   | Ret        |        |
| Ret     | Bob Matthews         | Velocette   | Ret        |        |
| Ret     | Elio Scopigno        | Moto Guzzi  | Ret        |        |
| Ret     | Ernie Thomas         | Triumph     | Ret        |        |
| Fuente: |                      |             |            |        |

### Resultados 350cc
| Pos.    | Piloto           | Constructor | Tiempo    | Puntos |
| ------- | ---------------- | ----------- | --------- | ------ |
| 1       | Geoff Duke       | Norton      | 59:18     | 8      |
| 2       | Les Graham       | AJS         | +1.0      | 6      |
| 3       | Harry Hinton     | Norton      | +1.2      | 4      |
| 4       | Dickie Dale      | Norton      | +7.0      | 3      |
| 5       | Bill Lomas       | Velocette   | +1:02.3   | 2      |
| 6       | Cecil Sandford   | AJS         | +1:05.1   | 1      |
| 7       | Reg Armstrong    | Velocette   | +1:05.3   |        |
| 8       | Edward Frend     | AJS         | +1:50.2   |        |
| 9       | Tommy Wood       | Velocette   | +1:50.3   |        |
| 10      | Georges Monneret | AJS         | +1 Vuelta |        |
| 11      | Bob Matthews     | Velocette   | +1 Vuelta |        |
| 12      | Pierre Monneret  | AJS         | +1 Vuelta |        |
| 13      | Ernie Thomas     | Velocette   | +1 Vuelta |        |
| 14      | Eric Oliver      | Velocette   | +1 Vuelta |        |
| 15      | Vaino Hollming   | Velocette   | +1 Vuelta |        |
| Ret     | John Lockett     | Norton      | Ret       |        |
| Fuente: |                  |             |           |        |

### Resultados 250cc
| Pos.    | Piloto             | Constructor | Tiempo     | Puntos |
| ------- | ------------------ | ----------- | ---------- | ------ |
| 1       | Dario Ambrosini    | Benelli     | 1:23:03.3  | 8      |
| 2       | Fergus Anderson    | Moto Guzzi  | +58.1      | 6      |
| 3       | Bruno Francisci    | Benelli     | +1:28.1    | 4      |
| 4       | Claudio Mastellari | Moto Guzzi  | +2:38.7    | 3      |
| 5       | Alano Montanari    | Moto Guzzi  | +1 Vuelta  | 2      |
| 6       | Ugo Plebani        | Moto Guzzi  | +1 Vuelta  | 1      |
| 7       | Elio Scopigno      | Moto Guzzi  | +1 Vuelta  |        |
| 8       | Armando Miele      | Benelli     | +1 Vuelta  |        |
| 9       | Onorato Francone   | Moto Guzzi  | +2 Vueltas |        |
| 10      | Ernaldo Casprini   | Moto Guzzi  | +2 Vueltas |        |
| 11      | Luigi Falconi      | Moto Guzzi  | +2 Vueltas |        |
| 12      | Lanfranco Baviera  | Moto Guzzi  | +3 Vueltas |        |
| Ret     | Maurice Cann       | Moto Guzzi  | Ret        |        |
| Ret     | Roland Pike        | Benelli     | Ret        |        |
| Fuente: |                    |             |            |        |

### Resultados 125cc
| Pos.    | Piloto              | Constructor | Tiempo     | Puntos |
| ------- | ------------------- | ----------- | ---------- | ------ |
| 1       | Gianni Leoni        | FB Mondial  | 45:44.4    | 8      |
| 2       | Carlo Ubbiali       | FB Mondial  | +0.8       | 6      |
| 3       | Luigi Zinzani       | Moto Morini | +0.9       | 4      |
| 4       | Bruno Ruffo         | FB Mondial  | +1:00.0    | 3      |
| 5       | Raffaele Alberti    | FB Mondial  | +1:00.8    | 2      |
| 6       | Emilio Soprani      | Moto Morini | +2:36.7    | 1      |
| 7       | Romolo Ferri        | Moto Morini | +1 Vuelta  |        |
| 8       | Franco Bertoni      | MV Agusta   | +1 Vuelta  |        |
| 9       | Renato Magi         | MV Agusta   | +2 Vueltas |        |
| 10      | Antonio Ronchei     | MV Agusta   | +2 Vueltas |        |
| 11      | Wim Zijlaad         | MV Agusta   | +2 Vueltas |        |
| 12      | Renato Poggi        | MV Agusta   | +2 Vueltas |        |
| 13      | Vittorio Lucchi     | MV Agusta   | +3 Vueltas |        |
| Ret     | Dario Ambrosini     | Morini      | Ret        |        |
| Ret     | Carlo Gobetti       | Moretti     | Ret        |        |
| Ret     | Ferdinando Gastaldi | Volugrafo   | Ret        |        |
| Ret     | Aldo Attolini       | Alpino      | Ret        |        |
| Ret     | Alano Montanari     | Morini      | Ret        |        |
| Ret     | Denis Jenkinson     | MV Agusta   | Ret        |        |
| Ret     | Felice Benasedo     | MV Agusta   | Ret        |        |
| Ret     | Remo Rosati         | MV Agusta   | Ret        |        |
| Ret     | Alcide Zazini       | MV Agusta   | Ret        |        |
| Ret     | Federico Bettoni    | MV Agusta   | Ret        |        |
| Ret     | Hans Haldermann     | Puch        | Ret        |        |
| Fuente: |                     |             |            |        |